# Municipio de Coal Creek
El municipio de Coal Creek (en inglés: Coal Creek Township) es un municipio ubicado en el condado de Montgomery en el estado estadounidense de Indiana. En el año 2010 tenía una población de 1544 habitantes y una densidad poblacional de 11,09 personas por km².

## Geografía
El municipio de Coal Creek se encuentra ubicado en las coordenadas 40°10′16″N 87°0′27″O / 40.17111, -87.00750. Según la Oficina del Censo de los Estados Unidos, el municipio tiene una superficie total de 139.25 km², de la cual 139,25 km² corresponden a tierra firme y (0 %) 0 km² es agua.

## Demografía
Según el censo de 2010, había 1544 personas residiendo en el municipio de Coal Creek. La densidad de población era de 11,09 hab./km². De los 1544 habitantes, el municipio de Coal Creek estaba compuesto por el 97,73 % blancos, el 0,58 % eran afroamericanos, el 0,19 % eran amerindios, el 0,06 % eran asiáticos, el 0,06 % eran de otras razas y el 1,36 % eran de una mezcla de razas. Del total de la población el 1,3 % eran hispanos o latinos de cualquier raza.